# Scopula atridiscata
Scopula atridiscata là một loài bướm đêm trong họ Geometridae.